# مركز تعليم الدراما
مركز تعليم الدراما (المعروف محليًا باسم Centar za Dramski Odgoj أو CDO) عبارة عن منظمة في موستار، في البوسنة والهرسك، تروج للتعليم المسرحي.
وقد تم تأسيس مركز تعليم الدراما في عام 1997، وتشتمل بعض مهامه الأساسية على تحسين وتطوير تعليم الدراما وتنمية ثقافة الخطابات وثقافة الأحداث العامة، بالإضافة إلى منهجية تعليم الدراما.[بحاجة لمصدر] كما أنه يساعد كذلك في تعليم معلمي الدراما وتعزير التعاون مع كليات الدراما.
في السابع والعشرين من مارس، عام 1997، أصبح مركز تعليم الدراما عضوًا في الاتحاد الدولي لتعليم الدراما والمسرح (IDEA). كما يقوم مركز تعليم الدراما كذلك بنشر "Tmacaart"، وهي مجلة تقوم على المسرح والدراما والتعليم. ويرتبط مركز تعليم الدراما بمسرح موستار للشباب.

## وصلات خارجية
- Centre for Drama Education website (بالإنجليزية)